# Lindsay Lohan: La dueña de la playa
Lindsay Lohan: La dueña de la playa (en inglés Lindsay Lohan's Beach Club) fue una serie de televisión de telerrealidad estadounidense que se estrenó el 8 de enero de 2019 en MTV, protagonizada por la actriz, cantante y empresaria estadounidense Lindsay Lohan. La serie se centra en la gestión de Lohan Beach, su club de playa en Mykonos, Grecia, sus planes de carrera actuales y futuros y la vida laboral del personal del club. El 19 de junio de 2019, se informó que el programa no regresaría para una segunda temporada.

## Historia
En octubre de 2016, Lohan abrió su primer club nocturno, en colaboración con su exsocio de negocios Dennis Papageorgiou, llamado "Lohan Nightclub", en Atenas, Grecia. En mayo de 2018, abrió un resort en la isla griega de Mykonos llamada "Lohan Beach House Mykonos" y más tarde su segundo resort en Ia Lysos Beach, Rhodes , llamado "Lohan Beach House Rhodes". A partir de junio de 2019, el club de playa en Mykonos ya no está abierto después de que Lohan vendió la propiedad. El club de playa se trasladó a Alimos para la temporada de verano de 2019 bajo el nombre de Lohan Seaside, más cerca de Lohan Nightclub en Atenas para que pudieran alternar estacionalmente.

## Reparto
- Lindsay Lohan.
- Panos Spentzos.

### Embajadores
- Aristotle Polites.
- Alex Moffitt.
- Billy Estevez.
- Gabi Andrews.
- Jonitta Wallace.
- Jules Wilson.
- Kailah Casillas.
- Kyle Marvé.
- May Yassine.
- Mike Mulderring.
- Sara Tariq.

### Duración del elenco
| Embajadores | Episodios | Episodios | Episodios | Episodios | Episodios | Episodios | Episodios | Episodios | Episodios | Episodios | Episodios | Episodios |
| Embajadores | 1         | 2         | 31        | 4         | 52        | 63        | 74        | 85        | 9         | 10        | 116       | 127       |
| ----------- | --------- | --------- | --------- | --------- | --------- | --------- | --------- | --------- | --------- | --------- | --------- | --------- |
| Aristotle   |           |           |           |           |           |           |           |           |           |           |           |           |
| Billy       |           |           |           |           |           |           |           |           |           |           |           |           |
| Brent       |           |           |           |           |           |           |           |           |           |           |           |           |
| Gabi        |           |           |           |           |           |           |           |           |           |           |           |           |
| Jonitta     |           |           |           |           |           |           |           |           |           |           |           |           |
| May         |           |           |           |           |           |           |           |           |           |           |           |           |
| Sara        |           |           |           |           |           |           |           |           |           |           |           |           |
| Alex        |           |           |           |           |           |           |           |           |           |           |           |           |
| Kyle        |           |           |           |           |           |           |           |           |           |           |           |           |
| Mike        |           |           |           |           |           |           |           |           |           |           |           |           |
| Kailah      |           |           |           |           |           |           |           |           |           |           |           |           |
| Jules       |           |           |           |           |           |           |           |           |           |           |           |           |

## Episodios
| N.º | Título                                            | Estreno en Latinoamérica | Audiencia (en millones) |
| --- | ------------------------------------------------- | ------------------------ | ----------------------- |
| 1 | «Paradise Boss»                                   | 8 de enero de 2019       | 0.53                    |
| 2 | «¿Cuáles son tus intenciones?»                    | 15 de enero de 219       | 0.47                    |
| 3 | «Reglas de Lohan»                                 | 22 de enero de 2019      | 0.44                    |
| 4 | «Lindsay entra»                                   | 29 de enero de 2019      | 0.51                    |
| 5 | «La decisión de Lindsay»                          | 5 de febrero de 2019     | 0.43                    |
| Lindsay toma una decisión final sobre el altercado entre Jonitta y Gabi. Llegan dos nuevas personas al equipo y esto provoca la separación de una fuerte pareja.                                                        |                                                   |                          |                         |
| 6 | «Lindsay llega al límite»                         | 11 de febrero de 2019    | 0.39                    |
| Lindsay asigna al equipo recorrer la ciudad para promocionar su club nocturno pero no todo sale como lo planeado... Alguien podría ser enviado a casa. Mientras que Alex, Gabi y Aristotle visitan a la abuela de Alex. |                                                   |                          |                         |
| 7 | «Lindsay voltea el guion»                         | 18 de febrero de 2019    | 0.42                    |
| 8 | «Haz el Lilo»                                     | 25 de febrero de 2019    | 0.34                    |
| 9 | «Amor, perdida y lohan»                           | 4 de marzo de 2019       | 0,31                    |
| 10 | «Preferiría estar en cualquier lugar ahora mismo» | 11 de marzo de 2019      | 0.33                    |
| 11 | «Mike va muy lejos»                               | 18 de marzo de 2019      | 0.42                    |
| 12 | «Final de Lindsay»                                | 25 de marzo de 2019      | 0.41                    |

## Recepción
La serie ha recibido críticas mixtas a negativas de críticos. En el sitio web del agregador de comentarios Rotten Tomatoes, la serie tiene un índice de aprobación del 17% basado en 12 comentarios, con un promedio de 5.0 / 10. El consenso crítico del sitio web dice: «El club de playa de Lindsay Lohan carece de la mala suerte de vida de los reality shows similares, en gran parte debido a la falta de tiempo de pantalla del personaje titular. Metacritic, que utiliza un promedio ponderado, asignó una puntuación de 45 sobre 100 en base a 6 críticas, que indican "críticas mixtas o promedio". Kristen Baldwin, de Entertainment Weekly, dio al programa una crítica positiva al afirmar que «Lohan realmente está jugando un papel secundario para los aspirantes que parecen haber fallado en sus audiciones para The Challenge». En una revisión mixta, Daniel D'Addario de Variety declaró que «el nuevo reality show de MTV Lindsay Lohan's Beach Club es un éxito accidental», pero consideró que el enfoque en la vida del personal no «tiene sentido».